# Stadtarchiv Mülheim an der Ruhr
Das Stadtarchiv Mülheim an der Ruhr ist ein kommunales Archiv, das 1972 aus der heimatkundlichen Abteilung der Stadtbücherei hervorgegangen und seit 2013 im Haus der Stadtgeschichte untergebracht ist. 

## Aufgaben und Tätigkeiten
Als städtisches Kulturinstitut verwahrt es Unterlagen aus der Stadtverwaltung, die aus historischen oder rechtlichen Gründen dauerhaft aufgehoben werden. Klassisches Verwaltungsschriftgut sind vor allem Urkunden, Akten und Amtsbücher. Ältestes Dokument in den Beständen ist eine Urkunde des Klosters Saarn  von 1221.
Neben dem amtlichen Schriftgut befinden sich im Stadtarchiv Sammlungen zu verschiedenen Aspekten der Mülheimer Geschichte. Dazu zählen die historischen Zeitungsbestände (ab 1797), die Karten- und Plansammlung (ab 1582), die historischen Buchbestände (ab 1514), das Bildarchiv (mit Foto- und Postkartensammlung), verschiedene Hofesarchive sowie Nachlässe von Familien und Privatpersonen. Darüber hinaus unterhält das Archiv eine Präsenzbibliothek mit rund 25.000 Bänden zur Geschichte Mülheims, des Ruhrgebietes und des Rheinlandes. Herausragender Einzelbestand der Archivbibliothek ist die nach dem Kirchenlieddichter und Schriftsteller Gerhard Tersteegen (1697–1769) benannte Tersteegensammlung.

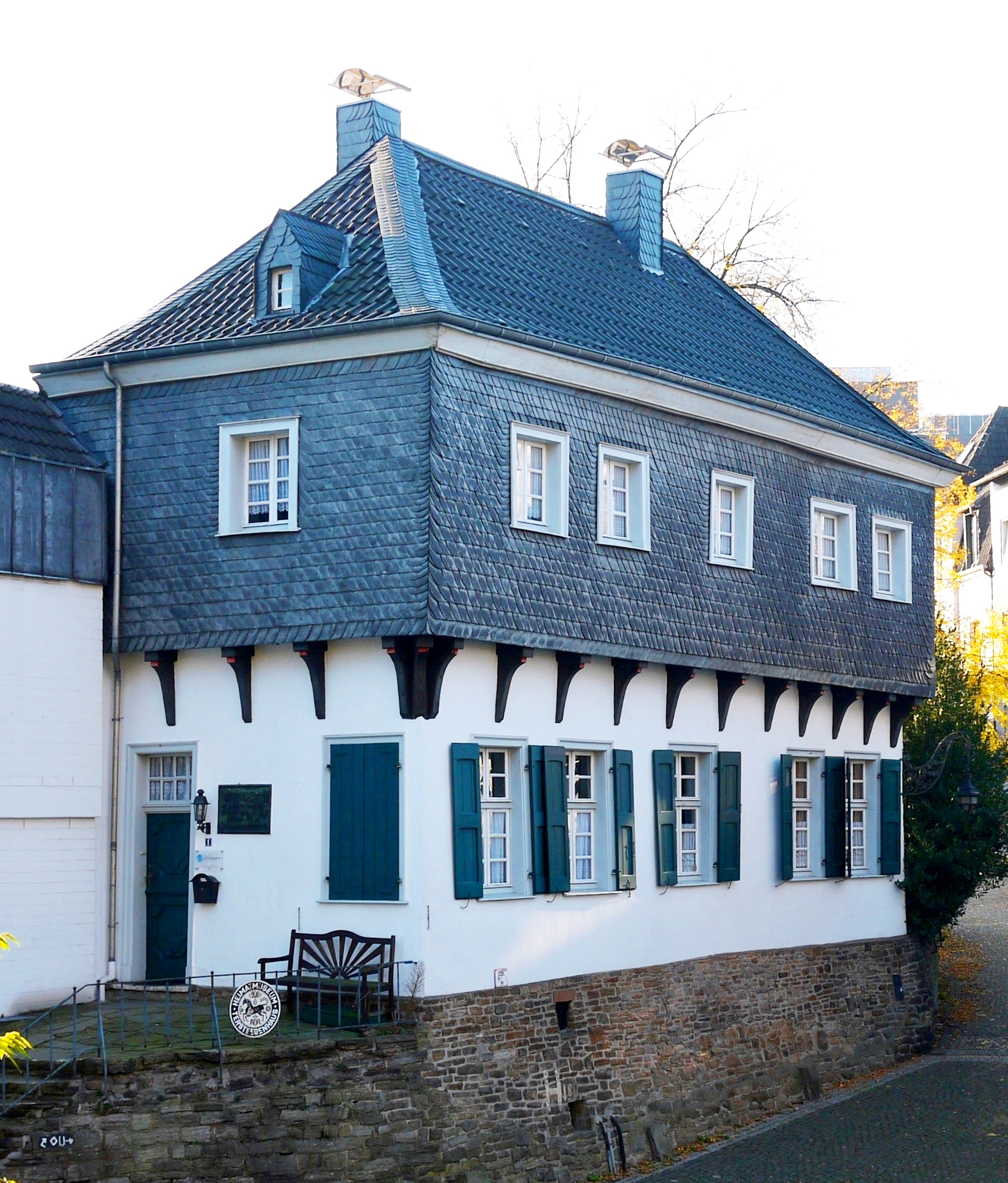
Heimatmuseum Tersteegenhaus, Teinerstraße 1,
Wohn- und Sterbehaus Tersteegens 1745–1769

Seit 2006 organisiert das Stadtarchiv die „Reihe zur Mülheimer Geschichte“, eine monatliche Vortragsreihe mit Beiträgen zur Stadtgeschichte. Die Archivpädagogik bildet einen Schwerpunkt in der Arbeit des Mülheimer Stadtarchivs. Im Rahmen des Projekts „Archiv & Schule“ werden heimatkundlich orientierte Archivbesuche für Schulklassen (Primarstufe), themenbezogenes Arbeiten im Archiv (Sekundarstufe 1 und 2) sowie eine Beratung bei der Teilnahme an Geschichtswettwerben angeboten.
Die beiden stadtgeschichtlichen Museen, das Heimatmuseum „Tersteegenhaus“ (aktuell wegen Sanierung geschlossen) sowie das Historische Museum im Schloss Broich, sind seit 2009 in der Zuständigkeit des Stadtarchivs und werden gemeinsam mit dem Geschichtsverein inhaltlich betreut.
Von 1980 bis Juli 2013 war das Stadtarchiv in einer ehemaligen Schule untergebracht, die 1899 als katholische Schule an der Cleveschen Straße (auch: Schule an der Aktienstraße) eingerichtet wurde. Im August 2013 fand in mehreren Etappen der seit 2004 konzipierte Umzug des Stadtarchivs in die alte Augenheilanstalt am Hingberg statt. Das nach einer Kernsanierung des Gebäudes ab 2009 entstandene  Haus der Stadtgeschichte wurde am 14. September 2013 offiziell eröffnet.

## Leiter des Stadtarchivs
| 1972–2006 | Dr. Kurt Ortmanns               |
| 2006–2007 | Eva Kniese (kommissarisch)      |
| 2007–2019 | Dr. Kai Rawe                    |
| 2019–2020 | Jens Roepstorff (kommissarisch) |
| seit 2020 | Dr. Stefan Pätzold              |